# Anna de França
Anna de França o Anna de Beaujeu (Genappe 1462-Saint-Vincent-de-Salers 1522), fou princesa de França, vescomtessa de Thouars (1463-1473) i regent de França (1483-1491).

## Orígens familiars
Nasqué a Genappe l'abril de 1462, filla del rei Lluís XI de França i la seva segona esposa Carlota de Savoia. Era neta per línia paterna del rei Carles VII de França i Maria d'Anjou, i per línia materna del duc Lluís I de Savoia i la comtessa Anna de Lusignan. Fou germana gran de Joana de Valois i Carles VIII de França.

## Núpcies i descendents
Es casà el 1473 amb el duc Pere II de Borbó. D'aquesta unió nasqueren:
- el príncep Carles de Clermont (1476-1498), comte de Clermont,
- la princesa Sussana de Borbó (1491-1521), duquessa de Borbó i casada el 1505 amb Carles III de Borbó.

## Regent de França
Per la minoria d'edat del príncep i delfí Carles de França, el seu germà, exercí una regència juntament amb el seu marit des de 1483 a 1491.
Durant la seva regència Anna de França va contenir la noblesa i es va mantenir forta l'autoritat reial davant els orleansistes. Així Anna va posar fi a la Guerra boja que va enfrontar el duc Lluís II d'Orleans, i futur rei de França, i Francesc II de Bretanya contra el poder reial. Com a conseqüència de la guerra Anna va fer casar el seu germà amb la duquessa Anna de Bretanya, filla del duc Francesc II, que va permetre unir aquest ducat al Regne de França.
Anna de França va morir al castell de Chantelle el 1522, i fou enterrada a Souvigny.